# Pizzicato
Pour les articles homonymes, voir Pizzicato (homonymie).

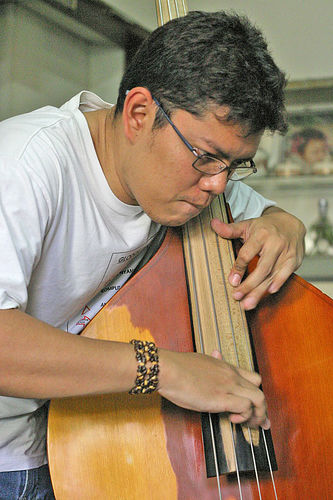
Pizzicato à la contrebasse

Le pizzicato (repris du même substantif italien, dérivé de l'adjectif pizzicato « pincé ») est une technique utilisée par les instruments à cordes frottées et par la guitare. 

## Instrument à cordes frottées

### Technique
Chez les instruments à cordes frottées, le pizzicato consiste à pincer les cordes avec les doigts de la main droite au lieu d'utiliser l'archet. On le note pizz au niveau des notes concernées, et on spécifie la reprise de l'archet par arco ou bien ponctuellement bog.(archet rebondissant, le spring bogen allemenand permettant une note piquée, à l’archet, avec beaucoup d’attaque).
Il s'agit plus rarement de la main gauche ; cependant, c'est une technique que Niccolò Paganini a beaucoup utilisée et popularisée. Dans ce cas, on note un petit + au-dessus de chaque note concernée. Il faut également veiller à suppléer la main gauche, si l'on joue avec le quatrième doigt : l'instrumentiste doit alors utiliser pour une note l'archet, puis reprendre le pizz main gauche. Très utilisée dans des descentes chromatiques, cette technique demande donc une grande coordination :
- jouer brièvement à l'archet la note du quatrième doigt,
- pincer la corde du quatrième doigt pour faire entendre la note du troisième doigt,
- pincer la corde du troisième doigt pour faire entendre la note du deuxième doigt,
- et ainsi de suite jusqu'à la corde à vide.

Il existe également une technique appelée « pizzicato à la Bartók » ou « pizz Bartók » (utilisée par Béla Bartók), qui se rapproche du slap à la basse.
Si en musique classique, le pizzicato n'est pas souvent utilisé pour la contrebasse, c'est une technique indispensable en jazz.

### Utilisations célèbres
Plusieurs œuvres utilisent uniquement le pizzicato : le deuxième mouvement de la Simple Symphony pour orchestre à cordes de Benjamin Britten, « Playful Pizzicato » ; la Pizzicato Polka de Johann Strauss fils et Josef Strauss ; le troisième mouvement de la Symphonie n° 4 de Tchaïkovski porte comme sous-titre  Pizzicato ostinato, et les cordes de l'orchestre n'y jouent qu'ainsi ; Plink, Plank, Plunk, pour orchestre à cordes, de Leroy Anderson, dont le titre se moque du son du pizzicato… et le "difficile" Pizzicato Vietnam de Đặng Hữu Phúc.

## Guitare
Dans le cas de la guitare, il s'agit en fait de sons étouffés, en général en posant la base de la paume de la main droite (parfois l'auriculaire) près du chevalet pour étouffer les cordes. Cette technique est parfois indiquée par P.M. (de l'anglais palm muting).